# Eucharis plicata
Eucharis plicata là một loài thực vật có hoa trong họ Loa kèn đỏ. Loài này được Meerow mô tả khoa học đầu tiên năm 1984.